# Rundfunkkommission der Länder
Nach dem Grundgesetz für die Bundesrepublik Deutschland ist Rundfunkrecht und Medienpolitik Aufgabe der Bundesländer. Die Rundfunkkommission der Länder ist die ständige Vermittlungsinstanz zwischen den einzelnen Bundesländern in Deutschland. Die Mitglieder der Rundfunkkommission sind in der Regel die Ministerpräsidenten der Länder oder die für den Rundfunk zuständigen Minister oder Senatoren. Die Aufgabe dieser Fachministerkonferenz ist es, die gemeinsamen Interessen der Länder im Bereich des Rundfunks zu koordinieren und über Ländergrenzen hinweg eine abgestimmte Rundfunkpolitik zu entwickeln. Dies beinhaltet sowohl den öffentlich-rechtlichen Rundfunk als auch den privatrechtlichenRundfunk. Die Kommission dient als Gesprächsforum und als Beschlussinstanz, deren Ergebnisse den Landesregierungen und den Landesparlamenten zur Abstimmung vorgelegt werden.
Nach 23 Rundfunkänderungsstaatsverträgen haben die Länder im Jahr 2020 mit dem Medienstaatsvertrag eine umfassende Modernisierung der Medienordnung in Deutschland vorgenommen.

## Geschichte
Der Vorsitz der Rundfunkkommission der Länder wird seit der Einrichtung des Gremiums in der Amtszeit des rheinland-pfälzischen Ministerpräsidenten Peter Altmeier in den 1950er und 1960er Jahren (damals noch Rundfunkkommission der Ministerpräsidenten) stets in Personalunion vom Ministerpräsidenten von Rheinland-Pfalz ausgeübt. Nach dem Rücktritt Kurt Becks am 16. Januar 2013 übernahm Malu Dreyer (SPD) das Amt. In ihrer Regierungserklärung vom 30. Januar 2013 bekräftigte sie, die Tradition des Vorsitzes durch den rheinland-pfälzischen Ministerpräsidenten in diesem Gremium beizubehalten und weiterzuführen. Koordiniert wird die Arbeit der Kommission von Heike Raab, Bevollmächtigte des Landes beim Bund und für Europa und Medien in der Staatskanzlei der Landesregierung Rheinland-Pfalz.

## Aufgaben
Die Kommission koordiniert die Medienpolitik der Bundesländer. Dazu gehört:
- Entwicklung und Anpassung des Rundfunkrechts.
- Zusammenarbeit mit dem Bund und europäischen Institutionen (Europarat, Europäische Kommission: Generaldirektion Kommunikationsnetze, Inhalte und Technologien, Europäische Rundfunkunion und Europäische Plattform von Regulierungsbehörden[3], Institut für Europäisches Medienrecht) in medienrelevanten Fragen.[4][5]
- Zulassung von und Aufsicht über private Rundfunkveranstalter durch die Landesmedienanstalten auf der Grundlage von Landesmediengesetzen.
- Festlegung des Rundfunkbeitrags zur Finanzierung des öffentlich-rechtlichen Rundfunks auf der Grundlage des Rundfunkbeitragsstaatsvertrags.

Die Kommission zur Ermittlung des Finanzbedarfs der Rundfunkanstalten legt den Landesregierungen mindestens alle zwei Jahre einen Bericht zur Finanzlage der Rundfunkanstalten vor. Sie nimmt daraufhin zu der Frage Stellung, ob und in welcher Höhe und zu welchem Zeitpunkt eine Änderung der Rundfunkgebühr notwendig ist.

## Medienpolitik
Nachdem der öffentlich-rechtliche Rundfunk über rund drei Jahrzehnte eine Monopolstellung innegehabt hatte, ergab sich Anfang der 1980er Jahre mit der Einführung des privaten Fernsehens und der Entstehung des dualen Rundfunksystems eine völlig veränderte Situation in der europäischen Rundfunklandschaft. Ferner schuf der technische Fortschritt auf dem Gebiet der Kabel- und Satelliten-Technologie die Voraussetzungen für neue Übertragungsmöglichkeiten.
Die Ministerpräsidenten Edmund Stoiber (Bayern), Georg Milbradt (Sachsen) und Peer Steinbrück (Nordrhein-Westfalen) verfassten 2003 das nach ihren Initialen benannte SMS-Papier, in dem eine umfassende Reform des öffentlich-rechtlichen Rundfunks verlangt wurde.

### 2010 bis 2022
Im Juni 2010 beschloss die Kommission unter dem Vorsitz des rheinland-pfälzischen Ministerpräsidenten Kurt Beck (SPD) den von Paul Kirchhof vorgeschlagenen, geräteunabhängig für Wohnungen und Betriebsstätten zu zahlenden Rundfunkbeitrag. Die von Kirchhof und den gesetzgebenden Ländern behauptete Vereinbarkeit mit dem Grundgesetz wurde von einigen Kritikern in Frage gestellt. Der Bayerische sowie der Rheinland-Pfälzische Verfassungsgerichtshof bestätigten jedoch die Verfassungsmäßigkeit des der Neuordnung der Rundfunkfinanzierung zugrunde liegenden Staatsvertrags.
Im Oktober 2014 empfahl das vom Wissenschaftlichen Beirat beim Bundesministerium der Finanzen erstellte Gutachten Öffentlich-rechtliche Medien – Aufgabe und Finanzierung dem Subsidiaritätsprinzip mehr Gewicht zu geben (den Privatsendern bestimmte Felder ganz zu überlassen, darunter Sport und Unterhaltung), auf die Werbefinanzierung zu verzichten, den öffentlich-rechtlichen Rundfunk aus dem allgemeinen Haushalt oder durch eine Nutzungsgebühr zu finanzieren sowie durch die Publikation von Kenngrößen mehr Transparenz zu schaffen. Mitglieder der Bundestagsfraktion Bündnis 90/Die Grünen forderten im Oktober 2022, dass der öffentlich-rechtliche Rundfunk als Fundament der Demokratie dringend Reformen brauche.
Der Bundestag beriet im März 2022 den Medien- und Kommunikationsbericht 2021 der Bundesregierung. In dem Bericht wurde dargestellt, dass der öffentliche Kommunikationsraum zunehmend von Social Media und einzelnen privaten Plattformakteuren dominiert und geprägt wird. Die klassischen Medien hätten damit ihre Rolle als zentrale Informationsfilter und Gatekeeper eingebüßt und damit auch ihre Gestaltungshoheit über den öffentlichen Diskurs verloren. Darüber hinaus habe der Plattformisierungsprozess zu einer Fragmentierung des öffentlichen Diskurses geführt. Es bedürfe daher einer Diskussion über neue kooperative Medienplattformen.
Im November 2022 forderte Tom Buhrow, der Intendant des Westdeutschen Rundfunks, eine grundlegende Reform des öffentlich-rechtlichen Rundfunks.

### Ab 2023
Im März 2023 setzte die Rundfunkkommission der Länder einen Rat für die zukünftige Entwicklung der öffentlich-rechtlichen Medien („Zukunftsrat“) ein. Das interdisziplinär zusammengesetzte Beratungsgremium der Rundfunkkommission hat im Januar 2024 Vorschläge zur Reform des öffentlich-rechtlichen Rundfunks in Form eines Berichts an die Länder übergeben. Der Expertenrat empfiehlt unter anderem die Schärfung des Angebotsauftrags, eine neue Organisationsstruktur der ARD sowie eine gemeinsame technische Plattform für die Mediatheken der Öffentlich-Rechtlichen (ARD Mediathek, ZDF-Mediathek, Arte-Mediathek, ARD Audiothek).
Ende Januar 2024 hat die Rundfunkkommission auf einer Klausurtagung in Bingen in vier Bereichen konkrete Festlegungen getroffen, auf deren Grundlage bis zum Herbst 2024 ein Reformstaatsvertrag zum Umbau des öffentlich-rechtlichen Systems erarbeitet werden soll:
- Konkretisierung des Auftrags und Angebots
- Effizientere Organisation und Strukturen
- Good Governance, Leitungs- und Aufsichtsstrukturen
- Neuordnung des Verfahrens  zur Beitragsfestsetzung

Der Vorschlag des Zukunftsrats, eine neue, zentralisierte ARD zu schaffen, fand in der Rundfunkkommission keine Mehrheit.
Um zu ermitteln, welche finanziellen Auswirkungen diese Festlegungen haben, wurde die Kommission zur Ermittlung des Finanzbedarfs der Rundfunkanstalten beauftragt, ein Sondergutachten zu erstellen.